# سافينيو (آن)
سافينيو (بالفرنسية: Savigneux)‏ هي بلدية فرنسية تقع في إقليم الآن في فرنسا. رمز إنسي لها هو:1398. أما الرمز البريدي لها فهو: 1480.